# Неоекспресионизъм
Неоекспресионизъм (на английски: Neo-expressionism) е направление в съвременната живопис, което възниква в края на 70-те години на 20 век и доминира на пазара до средата на 80-те години като реакция на концептуалното и минималистичното изкуство.

## История
Съществено за възникването на това направление в модерното изкуство е съвместната дейност в Берлин на Георг Базелиц и Ойген Шонебек (на немски: Eugen Schönebeck). И двамата започват своето творческо развитие първоначално в Източен Берлин, а по-късно в Западен Берлин. В началото на 60-те години на 20 век Базелиц и неговият приятел Шьонебек публикуват два манифеста, известни под името „Пандемониум 1“ и „Пандемониум 2“. Тяхна обща изложба през 1963 г. предизвиква скандал. Малко по-късно тяхната съвместна работа приключва. По същото време и други художници, основно в Берлин изповядват подобни идеи. От редовете на неоекспресионистите в края на 70-те години произлизат някои творчески обединения като „Berliner Heftige“, „Spontanisten“, „Junge Wilde“ и „Neue Wilde“.
В края на 70-те и 80-те години се развива италианският вариант на неоекспресионизма и той получава наименованието Трансавангард, на английски: Transavantgarde или на италиански Transavanguardia.

## Представители на неоекспресионизма в света

### Германия
- Георг Базелиц
- Анселм Кифер
- Маркус Люперц
- Йорг Имендорф (нем. Jörg Immendorff)

### Америка
- Жан-Мишел Баския
- Eрик Фишл
- Девид Сале
- Джулиан Шнабел
- Хант Слонем
- Edgar Yaeger

### Франция
- Rémi Blanchard
- François Boisrond
- Robert Combas
- Hervé Di Rosa

### Италия
- Франческо Клементе
- Сандро Киа (англ. Sandro Chia)
- Енцо Куки

### Англия
- Дейвид Хокни
- Франк Хелмут Ауербах (англ. Frank Auerbach)
- Леон Кософ (англ. Leon Kossoff)

### Нидерландия
- Menno Baars

### Южна Африка
- Марлен Дюма (англ. Marlene Dumas)

### Испания
- Мигел Барсело

### Украйна
- Олег Голосий
- Василий Рябченко